# Cayo Nube Verde
Cayo Nube Verde (también llamada Nube Verde o Gresquí) es el nombre que recibe una isla que hace parte del país suramericano de Venezuela, que geográficamente está integrada en el archipiélago y parque nacional de Los Roques y administrativamente forma parte del Territorio Insular Miranda, una de las subdivisiones de las Dependencias Federales de Venezuela. Está localizada entre la ensenada o bajo de los corales al norte, el Mar Caribe al sur, el Cayo Grande al este y el Cayo Sal al oeste.
Se trata de una de las islas menos conocidas y menos visitadas del Archipiélago debido a su alto nivel de protección y a su tipo de zonificación dentro del parque nacional. Esta cubierta en su mayoria de una espesa vegetacion de cual proviene su nombre ''Verde''. Alcanza una superficie estimada en 412 hectáreas o 4,12 kilómetros cuadrados por lo que se trata de una de las islas mas grandes del área.